# Guvernul sionist de ocupație
Guvernul sionist de ocupație (în engleză: Zionist Occupation Government ori Zionist Occupied Government  abreviat ca ZOG) este o teorie a conspirației antisemită care susține că evreii controlează în secret o anumită țară, în timp ce guvernul formal este doar un regim marionetă.
Expresia este folosită de grupuri antisemite, cum ar fi albii din Statele Unite ale Americii și Europa, de ultranaționaliști cum ar fi Pamyat în Rusia și diverse grupuri de extremă-dreapta, inclusiv unele din Polonia.
Cuvântul "sionist" din  "Guvernul sionist de ocupație" nu trebuie confundat cu ideologia sionismului, mișcareaa de susținere a unui stat evreu în Țara lui Israel. Deoarece teoreticienii conspirației afirmă că unele țări din afara zonei sunt controlate de acest așa-zis guvern sionist de ocupație, folosirea în acest context a cuvântului sionist este înșelătoare și intenționează să-i prezinte pe evrei ca pe niște conspiratori care au scopul de a controla lumea, așa cum apar în falsificatele Protocoale ale Înțelepților Sionului.